# Navy Records Society
NRS o Navy Records Society (Sociedad de Archivos de la Marina) es una sociedad académica británica establecida con el fin de publicar documentos históricos ilustrativos de la historia de la Marina Real Británica.
Fue fundada en 1893 por el profesor John Knox Laughton y el almirante Cyprian Bridge, basándose en el modelo de anteriores organizaciones tales como la Hakluyt Society o la Camden Society.  Organizada sin ánimo de lucro, está financiada íntegramente por el apoyo económico de sus miembros.
Desde su fundación hasta 2006 la sociedad publicó más de 150 volúmenes de documentos concernientes a la historia naval británica, comprendiendo desde el siglo XIV hasta después de la Segunda Guerra Mundial.  

## Enlaces
- Sitio web oficial de la Navy Records Society
- Algunas obras publicadas por la Royal Navy Society, accesibles en Internet Archive

- Datos: Q6982680